# Stenopelmatus lessonae
Stenopelmatus lessonae is een rechtvleugelig insect uit de familie Stenopelmatidae. De wetenschappelijke naam van deze soort is voor het eerst geldig gepubliceerd in 1893 door Griffini.